# S.W.A.T. (Fernsehserie)
S.W.A.T. ist eine US-amerikanische Action-Krimiserie von Aaron Rahsaan Thomas und Shawn Ryan über die SWAT-Spezialeinheit des Los Angeles Police Department, die auf der Fernsehserie Die knallharten Fünf (1975–1976) basiert. Auf dieser basierte bereits 2003 der Kinofilm  S.W.A.T. – Die Spezialeinheit mit Samuel L. Jackson in der Hauptrolle. Die Hauptrolle der Serie spielt der hauptsächlich aus Criminal Minds bekannte Shemar Moore.
Die Premiere der Fernsehserie fand am 2. November 2017 beim US-Sender CBS statt. Am 5. Mai 2023 wurde die Einstellung der Serie nach Staffel 6 bekannt gegeben, was jedoch wenige Tage später widerrufen wurde, um eine finale, siebte Staffel anzukündigen. Im April 2024 wurde die Serie überraschend für eine achte Staffel mit weiteren 22 Folgen verlängert. Im März 2025 wurde abermals die Einstellung der Serie bekannt gegeben. Die deutschsprachige Erstausstrahlung erfolgte ab dem 12. Februar 2018 beim Bezahlsender Sky 1.
Im Mai 2025 wurde ein Spin-off mit dem Titel S.W.A.T.  Exiles bestellt, in dem Shemar Moore seine Rolle als Hondo wieder aufnehmen wird.

## Handlung
Die Fernsehserie baut auf dem Konzept des Mehrteilers auf. In jeder Folge wird ein eigener Fall behandelt, in dem selbst ermittelt wird, und im Hintergrund läuft eine übergeordnete Geschichte, die meist aus dem Privatleben der SWAT-Mitglieder besteht.
Die Truppe um Teamleiter Hondo übernimmt spezielle Aufgaben im Rahmen der Polizeiarbeit, die für normale Polizeieinheiten zu gefährlich sind. Die besonders gut ausgebildeten und trainierten Mitglieder kommen etwa bei Geiselnahmen zum Einsatz, oder wenn Polizisten unter schwerem Beschuss stehen. Aber auch bei Drogenvergehen und Bandenverbrechen werden sie gerne zur Unterstützung gerufen. S.W.A.T. steht für Special Weapons and Tactics, die Einheit verfügt dementsprechend über spezielle Bewaffnung und hochentwickeltes elektronisches Equipment, und setzt häufig auch Sprengstoff ein, etwa um Türen zu öffnen. Des Weiteren verfügen sie über ein schwer gepanzertes Einsatzfahrzeug, liebevoll Black Betty genannt, zu dem der Fahrer Luca eine besondere Beziehung hat. Auch schnelle Wagen, ein mechanisierter Rammbock, ein Hubschrauber und eine Art bemannter Torpedo stehen ihnen zur Verfügung.
Im privaten Handlungsstrang greift die Serie zahlreiche aktuelle gesellschaftliche Themen wie Beziehungsformen, Frauenrechte und Rassismus auf. Durch lange Zusammenarbeit und gegenseitiges Vertrauen hat sich eine familiäre Beziehung zwischen den Teammitgliedern entwickelt. Hondo hat in der ersten Staffel eine Beziehung zu seiner Chefin Cortes, die sie geheim halten, weil sie den Regeln widerspricht, die aber mit den polizeilichen Reformversuchen von Cortes kollidiert. Street hat eine Mutter, die in seiner Kindheit seinen gewalttätigen Vater tötete und anfangs noch im Gefängnis steckt, im Laufe der Geschichte aber aus dem Gefängnis entlassen wird und damit zu Problemen im Leben des SWAT-Mitglieds führt. Die einzige Frau der Einheit, die bisexuelle Chris, weist Streets Flirtversuche ab, aber entwickelt sich zu einer guten Freundin. Deacons Frau erkrankt in der ersten Staffel schwer. Luca, der lange bei seinen Kollegen unterkommt, kauft ein Haus in einem benachteiligten Stadtteil, um durch Kontakte mit Nachbarn das Vertrauen in Polizisten und deren Arbeit zu stärken.
In der zweiten Staffel wird das Team unter anderem während eines Einsatzes gegen einen Menschenhändlerring von einem Erdbeben überrascht und muss in einem anderen Fall ein gekapertes Kreuzfahrtschiff befreien; es wird auch mit linkem, rechtem und antikolonialem Terrorismus konfrontiert. Hondo hat eine Affäre mit der stellvertretenden Bezirksstaatsanwältin Nia und kümmert sich um Darryl, den Sohn eines Jugendfreundes, den er vor einer kriminellen Karriere schützen will. Deacon hat u. a. aufgrund seines neu geborenen Kindes schwere finanzielle Probleme, hat zeitweise zwei Nebenjobs, weil aufgrund städtischer Sparmaßnahmen keine Überstunden beim SWAT mehr möglich sind. Chris geht eine polyamore Dreiecksbeziehung ein, die für Deacons Frau gewöhnungsbedürftig ist. Street gelingt es, seine Stelle im Team zurückzugewinnen. Street zieht in Lucas Haus ein; die beiden gewinnen allmählich Vertrauen in ihrer Nachbarschaft und bei der örtlichen Bande, die sie zunächst als Vorboten einer Gentrifizierung fürchtete.
Bei einigen Folgen tritt das Team in einer Mid-Credit-Szene auf, spricht die Zuschauer direkt an und gibt Hinweise zur Krisenbewältigung, so in Folge 18 von Staffel 3 zur Suizidprävention.
Staffel 4 greift zwei im Sendejahr 2020 akute Themen auf: die Corona-Pandemie und vor allem rassistische Polizeigewalt, z. B. die Unruhen nach der Tötung von George Floyd und Aktivitäten weißer Terroristengruppen (anhand der fiktiven Gruppe „Imperial Dukes“, die auf die Imperial Klans of America anspielt). Deacon spürt eine Gruppe rassistischer Polizisten auf und meldet sie nach einigem Zögern seinem Vorgesetzten Commander Hicks, worauf diese Polizisten lediglich in den Innendienst versetzt werden. Hondos Frustration über das unbewegliche „System“ steigert sich und er informiert die Presse darüber, worauf er von seinem Posten als Teamleiter entbunden wird. Street trennt sich von seiner Freundin Molly; er und Chris gestehen sich ihre Gefühle für einander ein. Hondo muss sich damit abfinden, dass sein Schützling Darryl selbständiger wird und mit seinem aus dem Gefängnis entlassenen Vater Leroy eine Autowerkstatt eröffnet. Hondo befürchtet zunächst, dass sein Jugendfreund Leroy Darryl auf die schiefe Bahn bringt, aber unterstützt schließlich deren Existenzgründung. In der letzten Folge versöhnen sich Hondo und Leroy, nachdem Leroy seine Kontakte zur Bandenszene zur Verhinderung einer Straßenschlacht einsetzt, während gleichzeitig Hondos Team die letzten Mitglieder einer Zelle der Imperial Dukes ausschaltet.

## Besetzung und Synchronisation
Die Synchronisation der Serie wurde bei der Scalamedia nach einem Dialogbuch von Heike Schroetter (Staffel 1), Dirk Hartung, Roman Wessel und Matthias Disseler (Staffel 2) unter der Dialogregie von Schroetter (Staffel 1) und Hartung (Staffel 2) erstellt.

### Hauptrollen
| Rolle                                                   | Darsteller         | Hauptrolle | Nebenrolle                         | Synchronsprecher                                             |
| ------------------------------------------------------- | ------------------ | ---------- | ---------------------------------- | ------------------------------------------------------------ |
| Sergeant II Daniel „Hondo“ Harrelson                    | Shemar Moore       | 1.01–8.22  |                                    | Michael Deffert (1.01–4.16), 1 Alexander Doering (4.17–8.22) |
| Officer III Victor Tan                                  | David Lim          | 1.01–8.22  |                                    | Sebastian Kluckert                                           |
| Commander Robert Hicks                                  | Patrick St. Esprit | 2.01–8.22  | 1.01–1.22                          | Frank Röth                                                   |
| Sergeant II David „Deacon“ Kay                          | Jay Harrington     | 1.01–8.22  |                                    | Sven Gerhardt                                                |
| Officer III+1 Zoe Powell                                | Anna Enger Ritch   | 7.01–8.22  | 5.17–6.22                          | Özge Kayalar                                                 |
| Officer III Miguel Alfaro                               | Niko Pepaj         | 8.01–8.22  | 6.04–7.13                          | Benjamin Kiesewetter                                         |
| Officer III Devin Gamble                                | Annie Ilonzeh      | 8.08–8.22  | 8.01–8.07                          | Vaile Fuchs                                                  |
| Nichelle Carmichael                                     | Rochelle Aytes     | 6.01–7.13  | 3.07–5.22, 8.07                    | Antje von der Ahe                                            |
| Officer III+1 Dominique Luca (Sergeant Luca in S1.EP16) | Kenny Johnson      | 1.01–6.22  | 7.06–7.07                          | Tim Moeseritz                                                |
| Officer III Jim Street                                  | Alex Russell       | 1.01–6.22  | 7.05                               | Bastian Sierich                                              |
| Officer III Christina „Chris“ Alonso                    | Lina Esco          | 1.01–5.22  |                                    | Maria Hönig                                                  |
| Captain Jessica Cortez                                  | Stephanie Sigman   | 1.01–2.23  |                                    | Andrea Cleven                                                |
| Sergeant II Jeffrey 'Jack' Mumford                      | Peter Onorati      | 1.01–1.22  | 2.05, 2.09, 2.17, 2.19, 4.11, 7.11 | Erich Räuker                                                 |
| Lt. Detective Piper Lynch                               | Amy Farrington     | 3.01–3.21  | 4.01, 4.05, 4.09, 4.17–4.18        | Daniela Hoffmann                                             |

### Nebenrollen
| Rolle                             | Darsteller            | Nebenrolle | Synchronsprecher          |
| --------------------------------- | --------------------- | --- | ------------------------- |
| Sergeant II William "Buck" Spivey | Louis Ferreira        | 1.01, 1.03–1.04, 1.14, 2.11, 3.11, 3.15, 3.17–3.18, 7.11 | Andreas Müller            |
| Sergeant II Donovan Rocker        | Lou Ferrigno Jr.      | 1.01–1.02, 1.06, 1.08–1.10, 1.12–1.14, 1.18–1.19, 1.21–2.01, 2.05, 2.09, 2.14–2.15, 2.17, 2.19, 3.04, 3.06–3.08, 3.17, 4.03, 4.06–4.07, 4.09, 4.14, 5.02, 6.11, 6.14, 7.02, 7.09, 8,12 | Marco Wittorf             |
| Annie Kay                         | Bre Blair             | 1.04, 1.08, 1.10–1.12, 1.21–1.22, 2.05, 2.10, 2.13, 2.15–2.16, 2.20, 3.04, 3.08, 3.10, 4.02, 4.08–4.09, 4.15, 5.14–5.15, 5.17, 6.12, 7.06, 7.12, 8.11                                  | Jana Kozewa               |
| Michael Plank                     | Peter Facinelli       | 1.08, 1.11–1.13, 1.17, 1.20, 1.22 | Armin Schlagwein          |
| Karen Street                      | Sherilyn Fenn         | 1.03, 1.09, 1.19–1.20, 1.22, 2.04, 2.23, 2.16–2.17 | Heike Schroetter          |
| Leroy Henderson                   | Michael Beach         | 1.07, 2.02, 2.22–2.23, 4.03–4.04, 4.06, 4.11, 4.14, 4.17–4.18, 5.10, 5.21, 7.10 | Detlef Bierstedt          |
| Nia Wells                         | Nikiva Dionne         | 2.01–2.04, 2.07–2.10, 3.14, 6.04 | Yvonne Greitzke           |
| Detective John Burrows            | David Rees Snell      | 1.22, 2.14–2.15, 2.19, 3.14, 3.18, 4.05, 4.10, 4.15, 5.04, 5.14, 5.17–5.18, 6.08–6.09, 6.12, 7.07, 7.10–7.11, 8.06                                                                     | Nicolas Böll              |
| Darryl Henderson                  | DeShae Frost          | 1.07, 2.02, 2.17, 2.19–3.01, 3.03–3.05, 3.15, 3.20, 4.01, 4.03–4.04, 4.06, 4.11–4.14, 4.17–4.18                                                                                        | Christian Zeiger          |
| Dr. Wendy Hughes                  | Cathy Cahlin Ryan     | 1.06, 1.13, 2.08, 2.11, 3.02, 3.09, 3.18, 3.21, 4.05, 4.09, 5.04, 5.14, 6.13, 7.09 | Sabine Falkenberg         |
| Daniel Harrelson Sr.              | Obba Babatundé        | 1.18, 1.22, 2.03, 3.01, 3.03, 3.05–3.06, 3.08, 3.10, 3.15, 3.20, 4.01, 4.04, 4.12, 4.17, 5.03, 5.12, 5.18, 5.22, 6.16, 7.04, 7.13, 8.13                                                | Lutz Mackensy             |
| Briana Harrelson                  | Gabrielle Dennis      | 1.18, 1.22, 2.09, 3.01, 3.05–3.06 | Jessica Walther-Gabory    |
| Charice Harrelson                 | Debbie Allen          | 2.06, 2.12, 2.17, 2.19–2.22, 3.01, 3.03, 3.10, 5.08, 6.18 | Regina Lemnitz            |
| Molly Hicks                       | Laura James           | 2.10, 2.23–3.01, 3.03, 3.06–3.08, 3.12–3.13, 4.07, 4.09–4.10 | Julia Vieregge            |
| Bonnie Lonsdale                   | Karissa Lee Staples   | 2.17, 3.04, 3.15, 3.19, 4.18, 5.07, 6.13, 6.19 | Rubina Nath               |
| Winnie Harrelson                  | April Parker Jones    | 3.06, 3.19, 4.12, 5.12 | Cornelia Waibel           |
| Terry Luca                        | Ryan Hurst            | 3.13, 3.17, 4.15, 5.19, 6.11 | Tobias Kluckert           |
| Officer III Erika Rogers          | Lyndie Greenwood      | 1.15, 4.03, 4.05, 4.07–4.09 | Mareile Moeller           |
| Officer Nora Fowler               | Norma Kuhling         | 4.10, 4.14, 4.16, 5.04, 5.14, 5.17, 5.19 | Berenice Weichert         |
| Sergeant Rodrigo Sanchez          | David DeSantos        | 5.03–5.06, 6.07, 6.21 | Sebastian Christoph Jacob |
| Officer III Alexis Cabrera        | Brigitte Kali Canales | 5.11, 5.15, 5.20, 6.04, 6.08–6.09, 6.13, 6.16–6.17, 7.03–7.04, 7.06, 7.09–7.10, 7.13, 8.04                                                                                             | Esra Vural                |
| FBI-Agent Jackie Vasquez          | Jessica Camacho       | 6.03, 6.11, 7.09, 7.13 | Nora Jokhosha             |
| Deputy Chief Leticia Bennett      | Merrin Dungey         | 8.05–8.22 | Daniela Hoffmann          |

## Rezeption
Die erste Staffel konnte lediglich 48 % der 27 von Rotten Tomatoes ausgewerteten Kritiken überzeugen. Auch Axel Schmitt von Serienjunkies.de fällt ein negatives Urteil über die Pilotepisode:

„Ihre sehr gewöhnliche Geschichte versucht die neue CBS-Polizeiserie S.W.A.T. durch die Fokussierung gesellschaftlich brisanter Themen aufzuwerten. Dafür fehlt ihr jedoch die Sensibilität. Überzeugen kann in der Pilotepisode lediglich die visuelle Umsetzung.“

Die Kritik von TVwunschliste.de fiel um einiges positiver aus. Laut Rezensent Bernd Krannich handle es sich zwar um „einen routiniert produzierten Action-Krimi für den amerikanischen Massengeschmack“, jedoch sei „Die Action der Serie […] ausgezeichnet inszeniert, wenn auch hier natürlich erzählerische Bedürfnisse Vorrang vor eigentlich guter Polizeiarbeit haben.“
Kritik kam nur an der Hauptfigur auf: „Etwas penetrant wird Hondos Charme dargestellt, der hier nun alle Frauen um den Finger wickelt, wie sein Darsteller Moore es bei ‚Criminal Minds‘ mit Kollegin Garcia (Kirsten Vangsness) vormachte.“ Dennoch sei die Serie „gut gemachte Krimi-Unterhaltung mit einem Schwerpunkt auf Action.“

## Hintergrund
Die US-amerikanische Schauspielerin Rochelle Aytes spielte ab Staffel 3 eine wiederkehrende Rolle als Nichelle, die Freundin von Hondo, der von Shemar Moore dargestellt wird. In der Serie Criminal Minds spielte sie von 2013 bis 2016 Dr. Savannah Morgan, geb. Hayes, die Freundin und spätere Ehefrau von Derek Morgan, der ebenfalls von Shemar Moore verkörpert wurde.